# کارین کناپ
 کارین کناپ (ایتالیایی: Karin Knapp؛ زاده ۲۸ ژوئن ۱۹۸۷) یک تنیس‌باز اهل ایتالیا است. 